# جوائز بلو ريبون
جوائز بلو ريبون (بالإنجليزية: Blue Ribbon Awards) الجوائز الخاصة بالأفلام التي يمنحها نقاد السينما والكتاب في طوكيو، اليابان.
أنشأت الجوائز رابطة الصحفيين السينمائيين في طوكيو في عام 1950، التي تتألف من مراسلي أفلام من سبع صحف رياضية مقرها طوكيو وهي:
يوميوري شيم - أساهي شيم - ماينيتشي شيم - سانكي شيم - طوكيو شيم - نيهون كيزاي شينبون، بالإضافة إلى وكالة أنباء أسوشيتد برس اليابانية.
سحبت الصحف اليابانية الرئيسية الست دعمها لجوائز البلو ريبون في عام 1961، وأنشأت جوائز رابطة الصحفيين السينمائيين اليابانيين التي عقدت ست مرات فقط. تم إلغاء الجوائز في عام 1967، نتيجة فضيحة الضباب الأسود. تم إحياء الجوائز في عام 1975، واستمرت حتى يومنا هذا. يقام حفل توزيع الجوائز السنوي في أماكن متنوعة في طوكيو كل شهر فبراير.
على الرغم من عدم الإشادة بالجائزة على المستوى الدولي، فقد أصبحت جوائز بلو ريبون واحدة من أعرق جوائز السينما الوطنية في اليابان، إلى جانب جوائز كينيما جونبو.
يعتبر الفوز بإحدى هذه الجوائز شرفًا كبيرًا، بالإضافة إلى ذلك، تميل الأفلام الفائزة نفسها إلى الحصول على امتيازات عالية في المهرجانات السينمائية الأخرى حول العالم. تشمل الترشيحات المشهود لها مؤخرًا أفلامًا مثل لا أحد يعرف (2004)، وتاسوجاري سيبي (2002)، ومخطوف (2001)، والمعركة الملكية (2001).

## فئات الجوائز
أفضل فيلم - أفضل ممثل - أفضل ممثلة - أفضل ممثل مساعد - أفضل ممثلة مساعدة - أفضل مخرج - أفضل فيلم أجنبي - أفضل وافد - أفضل سيناريو - أفضل تصوير سينمائي - جائزة خاصة.

## وصلات خارجية
- جوائز بلو ريبون
- جوائز بلو ريبون
- جوائز بلو ريبون
- جوائز بلو ريبون